# Дубок Віктор Григорович

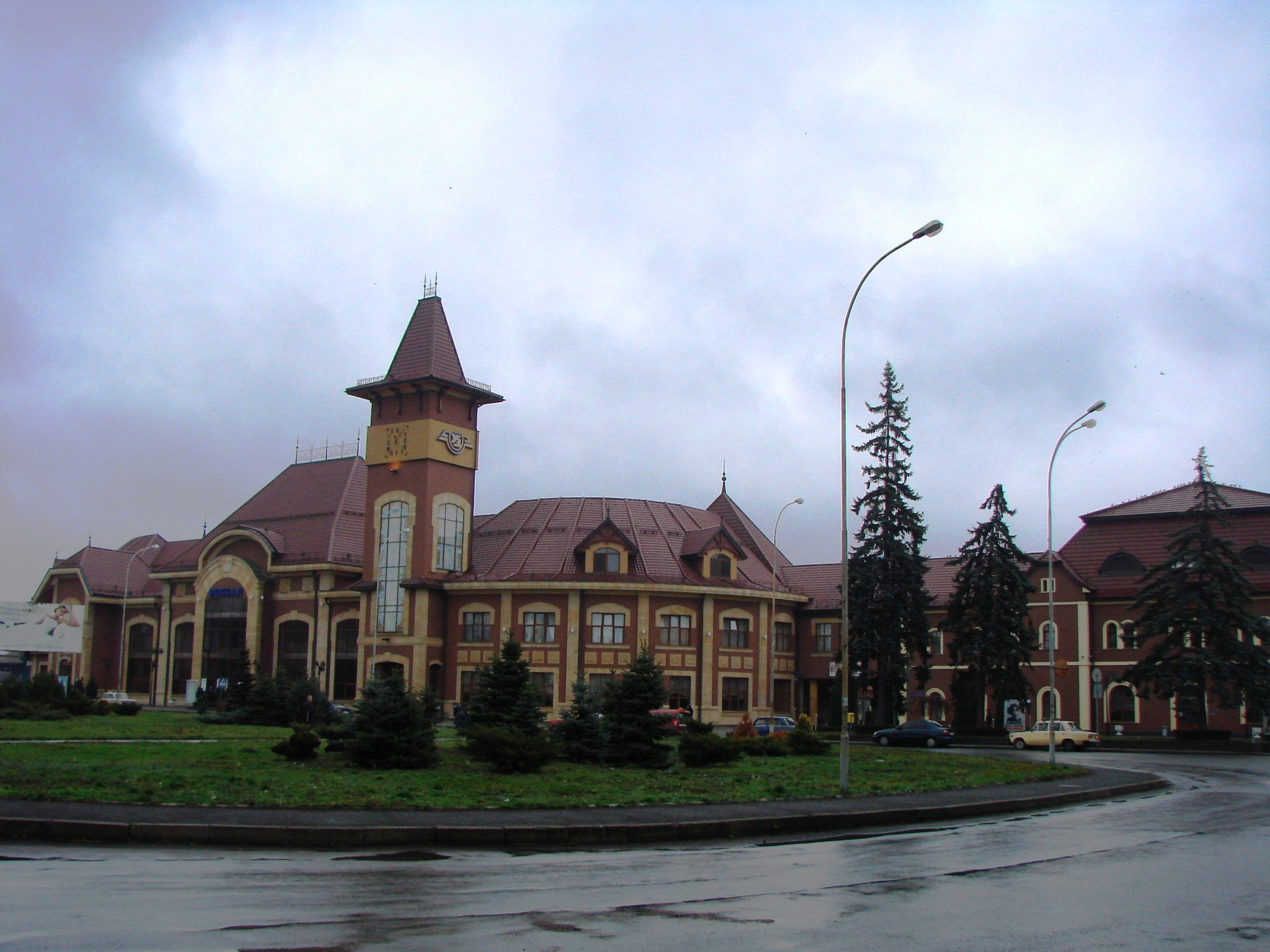
Залізничний вокзал в Ужгороді

Віктор Григорович Дубок (23 січня 1935, Шостка — 1 січня 2013, Київ) — радянський і український архітектор, головний архітектор Києва (1992–1993), Заслужений архітектор України (1993). Дійсний член Української академії архітектури, член Національної спілки архітекторів України.

## Біографія
Отримав вищу архітектурну освіту в Московському архітектурному інституті. Творчу діяльність розпочав з 1958 року. Працював головним архітектором в «Діпрозв'язку», а потім у «Київдіпротрансі». З 1977 року став першим заступником головного архітектора Києва. З 1992 року по 1993 рік обіймав посаду головного архітектора Києва. Пізніше працював головним архітектором служби «Київдержекспертиза». Також очолював творчу архітектурну майстерню ТОВ «Альтаїр-Альфа AQL».
Мав хобі — акварельний живопис.

## Проекти
- Міжміські телефонні станції у Києві, Харкові, Кишеневі, Актюбінську, Вільнюсі та інших містах колишнього СРСР;
- Обчислювальний центр Південно-Західної залізниці в Києві;
- Залізничний вокзал станції Чоп;
- Залізничний вокзал в Ужгороді;
- Житлово-офісно-торговий центр по Харківському шосе, 19 (Київ).

## Відзнаки
У 1993 році отримав звання Заслуженого архітектора України «за значний особистий внесок у розвиток житлово-цивільного будівництва в м. Києві, високу професійну майстерність».